# Borsa valori di Trieste

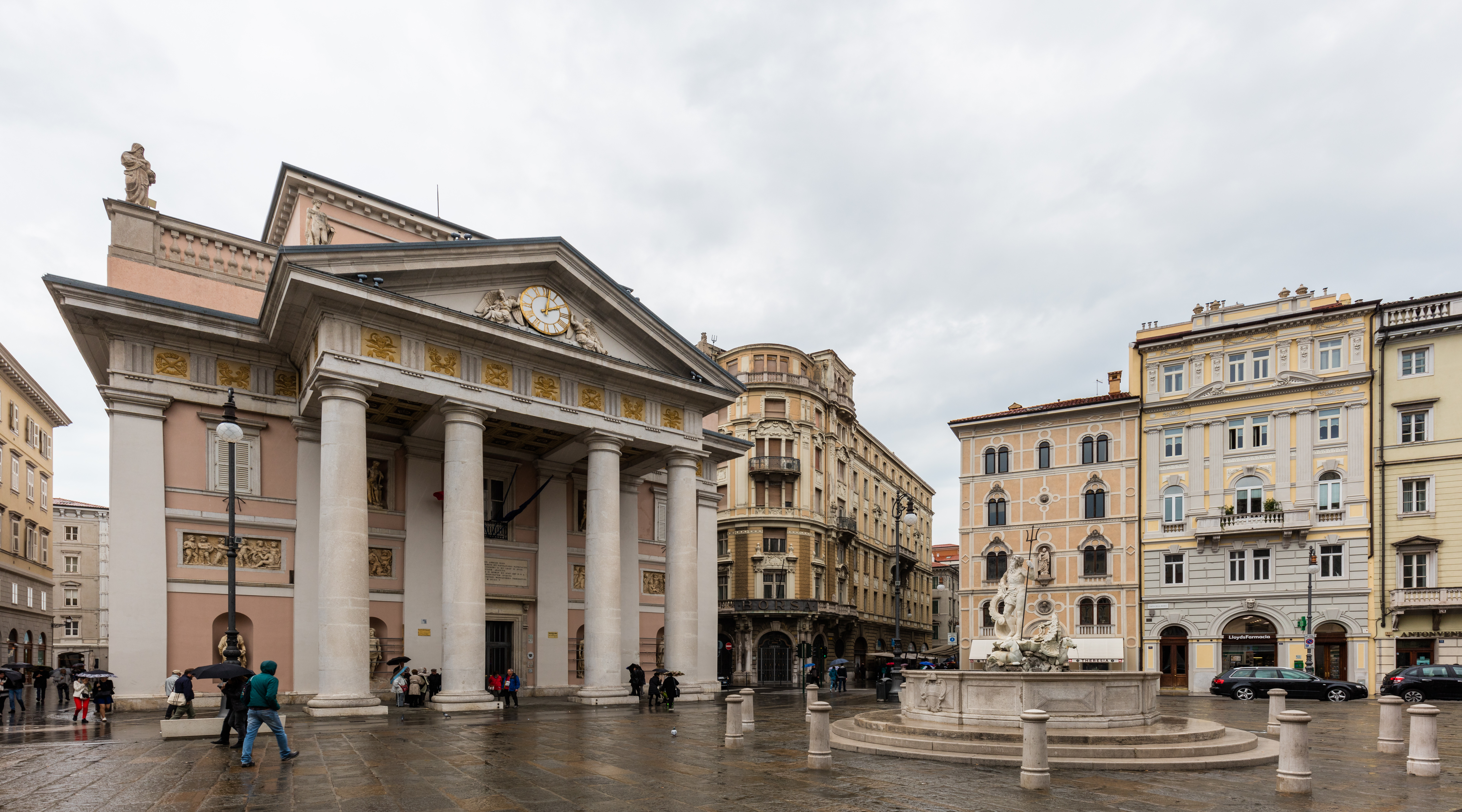
Il palazzo della "Borsa vecchia"

La Borsa valori di Trieste è stata una delle dieci borse valori italiane attive fino al 1997, quando vennero unificate nella Borsa Italiana.

## Storia

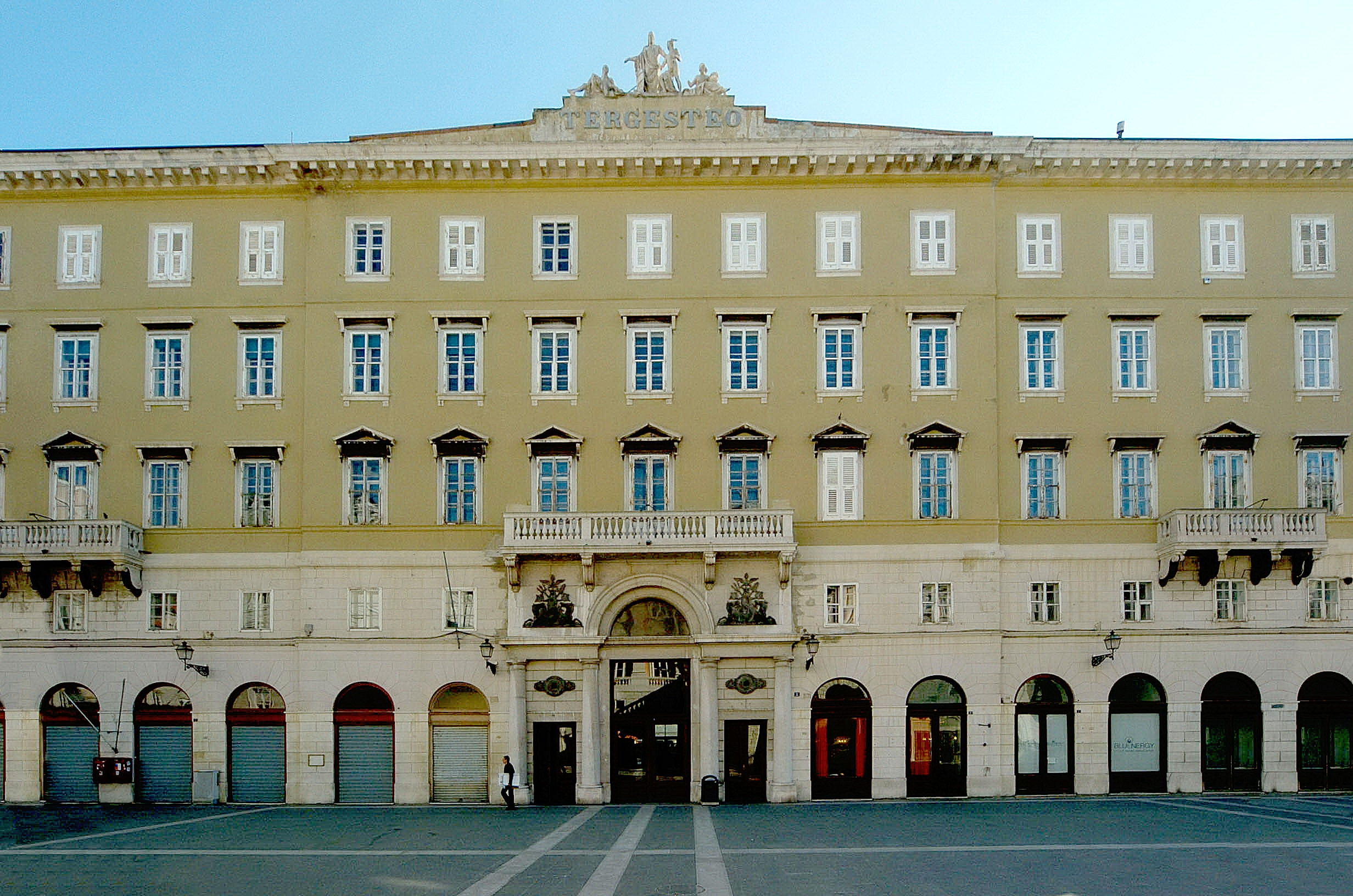
Il palazzo del Tergesteo

La Borsa di Trieste venne istituita nel 1775 come "Borsa mercantile", nella quale si trattavano tutti i generi tipici delle borse di commercio dell'età moderna: merci straniere, valute e metalli preziosi, noli marittimi, assicurazioni.
La borsa era molto attiva ed importante. Perciò nel 1804 venne costruita una sede monumentale in stile neoclassico, il palazzo della "Borsa vecchia" in Piazza della Borsa.
Con la conquista napoleonica nel 1811 la Borsa mercantile venne trasformata in Camera di Commercio di Trieste, ma con il ritorno degli austriaci nel 1814 venne ripristinata la Borsa mercantile. 
Nel 1844 la borsa fu trasferita nel Palazzo del Tergesteo, di recente costruzione.
Nel 1850 in tutto l'Impero austriaco vennero istituite le Camere di Commercio, regolamentate per legge: a Trieste fu trasformata in Camera di Commercio la vecchia Borsa.
Tuttavia, anche la Camera di Commercio era governata dal "Gremio dei Sensali", ovvero dall'organo di rappresentanza dei mediatori in merci, valute e noli. 
Nel 1856 iniziò la contrattazione delle azioni e delle obbligazioni, perciò tale data viene considerata la nascita della borsa valori di Trieste, sebbene non si trattasse ancora di un'istituzione distinta dalla borsa merci. Le prime obbligazioni trattate furono quelle del debito del Comune di Trieste, mentre le azioni erano quelle delle importanti società per azioni cittadine: il Lloyd Austriaco, le Assicurazioni Generali, la Riunione Adriatica di Sicurtà.
Con l'annessione all'Italia dopo la prima guerra mondiale la Borsa di Trieste assunse le caratteristiche previste dalla legislazione italiana con la netta separazione fra borsa merci e borsa valori. Nel 1928 la borsa si trasferì nella nuova sede di Palazzo Dreher, sempre in Piazza della Borsa.
L'importanza della piazza triestina, tuttavia, incominciò a declinare. 
In base alla legge del 1925 la Borsa di Trieste avrebbe dovuto avere dieci agenti di cambio, di fatto però il loro numero diminuì progressivamente. 
La Borsa di Trieste, come le altre borse cittadine italiane, fu chiusa nel 1997, quando il cosiddetto "decreto EuroSIM" (D. Lgs. 23 luglio 1996, n. 415) ne determinò la fusione nell'unica Borsa Italiana.